# 海上聖克羅伊 (明尼蘇達州)
海上聖克羅伊（英語：Marine on St. Croix，/məˈriːn ɒn ˈseɪnt ˈkrɔɪ/ mə-REEN on SAYNT KROY）是一個位於美國明尼蘇達州華盛頓縣的城市。

## 人口
根據2020年美國人口普查的數據，海上聖克羅伊的面積為10.88平方千米，當中陸地面積為10.12平方千米，而水域面積為0.76平方千米。當地共有人口664人，而人口密度為每平方千米61人。